# Nikolái Mijáilovski
Nikolái Konstantinovich Mijáilovski (en ruso: Никола́й Константи́нович Михайло́вский; ) fue un crítico literario, sociólogo, escritor de asuntos públicos ruso y uno de los teóricos del movimiento Naródnik.

## Biografía
La escuela de pensadores a la que pertenecía se hizo famosa en Rusia en las décadas de 1870 y 1880 como exponentes de reformas políticas y económicas. Contribuyó a Otechestvennye Zapiski desde 1869 hasta su supresión en 1884. Se convirtió en coeditor de Severny Vestnik en 1873, y desde 1890 hasta su muerte en 1904 fue coeditor de Russkoye Bogatstvo ("El tesoro ruso") con Vladimir Korolenko. Sus escritos completos se publicaron en 1913.

## Pensamiento

### Filosofía social
En sus obras, Mijáilovski desarrolló la idea de la relación entre el héroe y las masas. Contrariamente a la idea popular entre las personas de mentalidad revolucionaria de finales del siglo XIX y principios del XX de que un individuo con un carácter o talento fuerte es capaz de realizar cosas increíbles e incluso cambiar el curso de la historia, en los artículos "Héroes y multitud" (1882) y otros, Mijáilovski presenta una nueva teoría y muestra que un individuo no significa necesariamente un individuo sobresaliente, sino cualquier individuo que por casualidad se encuentra, dentro de ciertas circunstancias, a la cabeza o justo por delante de la multitud. Mijáilovski enfatiza que en determinados momentos un individuo puede dar una fuerza sustancial a una multitud (a través de sus emociones y acciones), y así todo el evento puede adquirir un poder especial. Así, el papel de un individuo depende de su influencia psicológica y se ve reforzada por la percepción masiva.
Mijáilovski fue uno de los pensadores radicales que "muy conscientes de su riqueza y privilegios", ya que la inspiración psicológica de la revolución era la culpa, escribió: "Hemos llegado a darnos cuenta de que nuestra conciencia de la verdad universal sólo podría haber sido alcanzada a costa del sufrimiento secular de la gente. Somos deudores del pueblo y esta deuda pesa sobre nuestra conciencia.'
Mijáilovski consideraba el proceso histórico como una progresión de diferenciación del entorno social, que finalmente conduce al surgimiento de la individualidad. La lucha por la individualidad se consideraba una cuestión de adaptación del entorno a la personalidad, en contraste con la noción darwinista de lucha por la existencia, en la que un individuo se adapta al entorno. Al criticar a los darwinistas por la transferencia de leyes biológicas al desarrollo social, Mikhailovsky consideró necesario expandir el darwinismo con 1) la ley de Karl Ernst von Baer, según la cual los organismos se desarrollan de lo simple a lo complejo, y 2) el principio de solidaridad, cuya base es la simple cooperación. Mijáilovski vio el criterio máximo de progreso social en la obtención del ideal de una persona perfecta y armoniosamente desarrollada. Si la cooperación simple es una unión social de iguales con intereses y funciones similares y la "solidaridad" como principal atributo de la sociedad en cuestión, en el caso de la cooperación compleja existe una división del trabajo muy desarrollada cuyo principal atributo es la "lucha". de grupos interrelacionados. En su opinión, una sociedad podría alcanzar una etapa avanzada de desarrollo y, sin embargo, pertenecer al tipo inferior de organización, como, por ejemplo, era el caso del capitalismo europeo basado en la división del trabajo y la cooperación compleja. De ahí que Mijáilovski concluyera que la Rusia campesina iba a la zaga del Occidente capitalista en cuanto a su etapa de desarrollo, pero la superaba si se la juzgaba por el tipo de organización. Además, como la mayoría de los pensadores rusos del siglo XIX, concedía especial importancia a la obshchina (comunidad campesina tradicional), rasgo único que distinguía a Rusia de otros países.